# Sikapak Barat
Sikapak Barat is een bestuurslaag in het regentschap Pariaman van de provincie West-Sumatra, Indonesië. Sikapak Barat telt 1343 inwoners (volkstelling 2010).